# 1313: Giant Killer Bees!
1313: Giant Killer Bees! è un film del 2010 diretto da David DeCoteau. È il quinto film della serie 1313.

## Trama
Un giovane studente si reca su un'isola remota per supervisionare gli esperimenti con le api che sta conducendo il suo professore. Involontariamente provoca un disastro biologico globale liberando gigantesche api assassine che trasformano in zombi tutti coloro che pungono.